# Angelika Lang

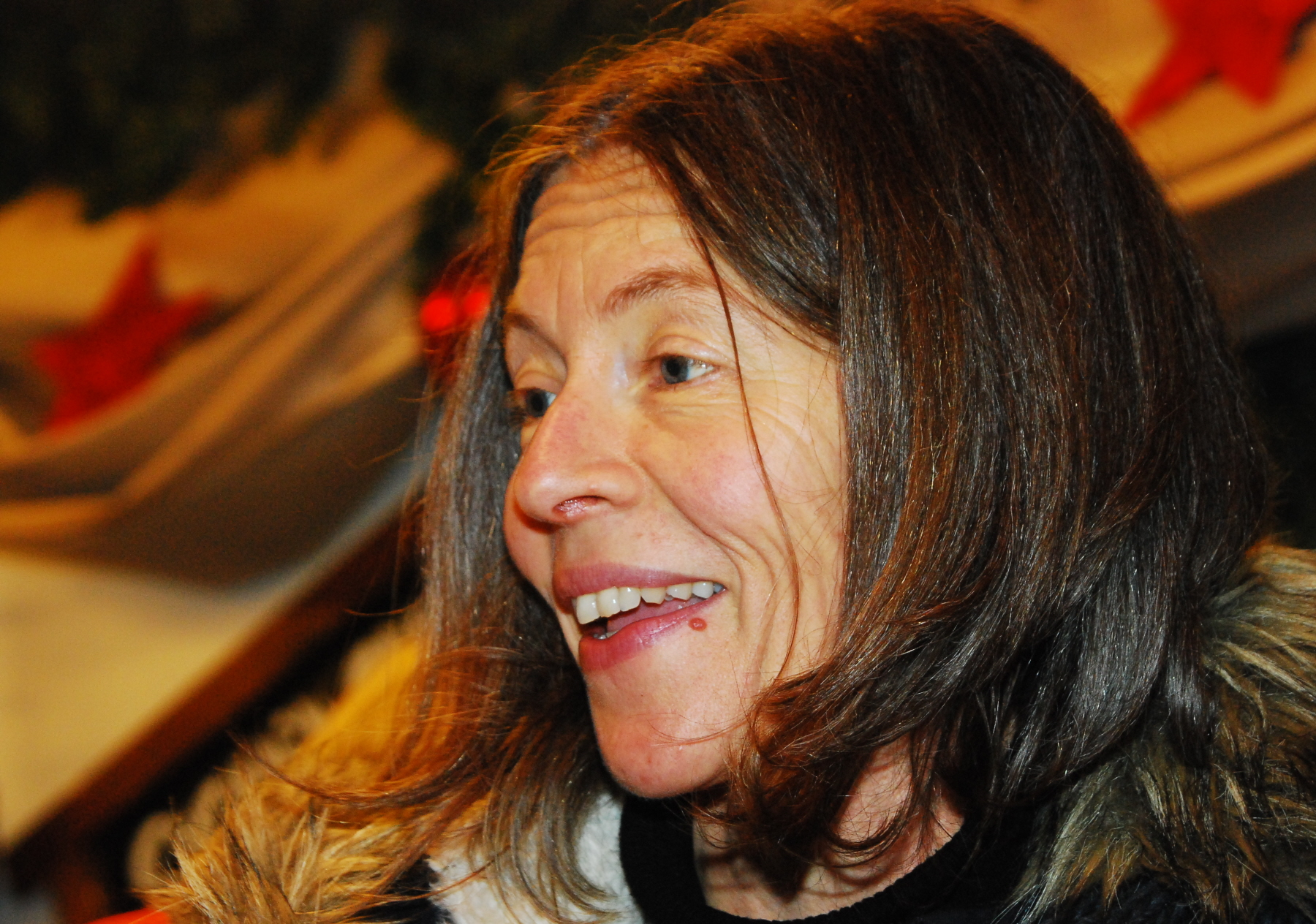
Angelika Lang, 2012

Angelika Waiglein-Lang (geboren am 7. November 1964) ist eine österreichische Radiomoderatorin, Sprecherin und Mitbegründerin des Radiosenders FM4.

## Leben und Wirken
Lang studierte Französisch, Germanistik und Theaterwissenschaften und absolvierte eine Gesangs- und Tanzausbildung.
Seit 1986 ist sie im ORF-Hörfunk tätig. Sie begann bei Ö3, wo sie den Treffpunkt Ö3 moderierte und montagabends um Mitternacht im Nachtexpreß Musik aus den Genres Wave und Underground präsentierte. Zudem arbeitete sie in der Redaktion für Sendungen wie Radio Holiday, Freizeichen und Radiodrom. Auch abseits des Radios war sie DJ, etwa im Wiener Club U4, und gab 2000 Schilling pro Woche für Platten aus. Sie übernahm gemeinsam mit Hannes Eder die Leitung von Treffpunkt Ö3 und moderierte die Sendung noch bis Mitte der 1990er Jahre, wobei sie als letztes Lied immer eines von Nirvana spielte.
Im Jahr 1994 entwickelte sie gemeinsam mit Martin Blumenau und Mischa Zickler das Konzept für den Jugendradiosender FM4 des ORF. Am 16. Jänner 1995 ging FM4 um 19 Uhr erstmals auf Sendung, moderiert von der hochschwangeren Angelika Lang. Sie begrüßte die Zuhörer mit den programmatischen Worten: „Willkommen zu Hause“. Abgesehen von der Anfangszeit war sie allerdings nicht regelmäßig auf FM4 zu hören und ging bald zurück zu Ö3.
Ab 2007 moderierte Lang auf Radio Wien, darunter die Sendungen Gut gelaunt in den Tag und Der Mittwoch Abend,
Sehr bekannt ist ihre Stimme auch als Sprecherin. Sie spricht seit vielen Jahren Texte für das ORF-Fernsehen, darunter Programmhinweise auf ORF 2, die Reportagemagazine Thema und Report und Beiträge in Kultursendungen wie Treffpunkt Kultur oder Kulturmontag. Sie war auf Österreich 1 regelmäßig im Radiokolleg sowie im Reisemagazin Ambiente zu hören. Während ihrer ersten Jahre als Radiomoderatorin gewann sie eine Umfrage unter Lesern einer österreichischen Tageszeitung als „angenehmste Stimme“ im Radio.
Seit 2009 ist sie die Stimme der Telefon-Zeitansage der Telekom Austria.
Angelika Lang lebt im Weinviertel, wo sie auch aufgewachsen ist.